# Shunji Hinata
Shunji Hinata (9 de agosto de 1938-1 de abril de 2006) fue un deportista brasileño que compitió en judo. Ganó dos medallas en el Campeonato Panamericano de Judo en los años 1956 y 1958.

## Palmarés internacional
| Campeonato Panamericano | Campeonato Panamericano | Campeonato Panamericano | Campeonato Panamericano |
| Año                     | Lugar                   | Medalla                 | Categoría               |
| ----------------------- | ----------------------- | ----------------------- | ----------------------- |
| 1956                    | La Habana (Cuba)        | Medalla de plata        | 2.º dan                 |
| 1958                    | Río de Janeiro (Brasil) | Medalla de oro          | 2.º dan                 |